# 히타치오타역
히타치오타역(일본어: 常陸太田駅)은 일본 이바라키현 히타치오타시에 위치한 동일본 여객철도 스이군선 히타치오타 지선의 철도역이다. 이 노선의 종착역이며, 단선 승강장 1면 1선의 구조를 갖춘 지상역이다.

## 이용 현황
| 승차 인원 추이 | 승차 인원 추이 |
| 연도           | 1일 평균       |
| -------------- | -------------- |
| 2000           | 1,254          |
| 2001           | 1,285          |
| 2002           | 1,256          |
| 2003           | 1,265          |
| 2004           | 1,291          |
| 2005           | 1,306          |
| 2006           | 1,318          |
| 2007           | 1,297          |
| 2008           | 1,234          |
| 2009           | 1,202          |
| 2010           | 1,195          |
| 2011           | 1,123          |
| 2012           | 1,169          |
| 2013           | 1,218          |
| 2014           | 1,232          |
| 2015           | 1,235          |

## 역 주변
- 국도 제293호선 · 국도 제349호선
- 히타치오타 시청
- 히타치오타 시 향토자료관

## 역사
- 1899년 4월 1일 : 오타 철도의 오타역으로서 개업.
- 1901년 10월 21일 : 오타 철도가 미토 철도로 영업 양도.
- 1927년 12월 1일 : 미토 철도가 국유화. 동시에 히타치오타역으로 개칭.
- 1945년 7월 17일 : 함상기에 의해 기총 소사를 받는다.
- 1982년 10월 1일 : 화물 취급 폐지.
- 1987년 4월 1일 : 일본국유철도 분할 민영화에 의해, 동일본 여객철도가 승계.
- 1993년 3월 : 미도리노마도구치 영업 개시.
- 2010년
  - 5월 29일 : 히타치오타 역 주변 정비 사업으로 인해, 열차 발착을 가설 승강장으로 이전.
  - 7월 29일 : 역사 개축 공사 안전 기원제 실시.
- 2011년 4월 11일 : 신 역사 사용 개시.
- 2014년 4월 1일 : IC 카드 Suica 이용 개시.

## 인접 역
| 스이군선                 | 스이군선          | 스이군선  |
| ------------------------ | ----------------- | --------- |
| 야가와라 가미스가야 방면 | ■ 히타치오타 지선 | 시·종착역 |